# هولتون (مین)
هولتون (به انگلیسی: Houlton) یک منطقهٔ مسکونی در ایالات متحده آمریکا است که در شهرستان اروزتوک، مین واقع شده‌است. هولتون ۹۵٫۱۳ کیلومتر مربع مساحت و ۶٬۱۲۳ نفر جمعیت دارد و ۱۱۹ متر بالاتر از سطح دریا واقع شده‌است.